# Szabó Tibor Benedek
Szabó Tibor Benedek (2001. május 30.  –) többszörös magyar bajnok kempós.

## Sportpályafutása
2015-ben, a törökországi Antalyában rendezett kempó-világbajnokságon három első helyezést sikerült begyűjtenie. A 2018-as a budapesti vb-n – amit a szabályoknak megfelelően a 16 éven aluliak számára világkupaként rendeztek meg – egyéniben submission, semi kempo és full kempo kategóriákban végzett az első helyen, majd az év végén, a Miamiban rendezett amerikai világbajnokságot (W.A.K.C) – önvédelem és point fighting kategóriában – két aranyéremmel zárta.
A 2015-ös budapesti kempó-Európa-bajnokságot egy bajnoki címmel zárta, csakúgy mint a 2017-es bukaresti Eb-t.